# Elatior-Begonien
Begonia-Elatior-Hybriden (Begonia × hiemalis Fotsch, Begonia Hiemalis Gruppe = B. socotrana × B. × tuberhybrida, Syn.: Begonia ×elatior hort.), auch Elatior-Begonien genannt, man könnte sie auch als Zimmer-Begonien bezeichnen, denn sie sind die am häufigsten in Räumen gepflegten Begonien, gehören zur Familie der Schiefblattgewächse (Begoniaceae). Um 1880 sind sie  durch Kreuzung von Begonia socotrana, Begonia veitchii, Begonia boliviensis und Begonia rosaeflora entstanden; jedenfalls sind meist B. socotrana und B. × tuberhybrida beteiligt, wobei B. × tuberhybrida selbst aus vielen unterschiedlichen Eltern gekreuzt wurde. Es gibt sehr viele Sorten in vielen Blütenfarben und -formen. Die Blätter sind wie bei allen Begonien asymmetrisch.

## Kultur im Gartenbaubetrieb
Da Elatior-Begonien-Kulturen von Krankheiten, besonders Bakterien, bedroht sind, ist dem Aufbau eines sauberen Mutterpflanzenbestandes eine besondere Aufmerksamkeit zu schenken.
Deshalb wird der Mutterpflanzenbestand am besten durch eine „In-vitro-Vermehrung“ (Meristemkultur) aufgebaut. Die Stecklingsvermehrung erfolgt deshalb nur in wenigen Jungpflanzenbetrieben, die dann bewurzelte Stecklinge an Gartenbaubetriebe verkaufen. Da mindestens eine der Eltern der Hybriden eine bei Kurztagsbedingungen knollenbildende Art ist, müssen die Mutterpflanzen ständig unter Langtagbedingungen gehalten werden. Nach jeweils etwa zwei Wochen können erneut Stecklinge geschnitten werden.
Es können Blatt- oder Kopfstecklinge genutzt werden. Die Vermehrung erfolgt in Sätzen von März bis September. Die Stecklingsbewurzelung erfolgt unter Folie oder Sprühnebel.
Die Bewurzelungsdauer bei Blattstecklinge beträgt etwa vier Wochen, nach weiteren vier bis sechs Wochen sind die Adventivtriebe vorhanden. Die Bewurzelungsdauer von Kopfstecklingen beträgt zwei Wochen. Die Kulturdauer von Blattstecklingen ist also um etwa acht Wochen länger, man erhält aber eine wesentlich höhere Ausbeute an Tochterpflanzen. Die Bewurzelungstemperatur sollte bei 20 °C bis 24 °C liegen.
Seit einigen Jahren gibt es auch so genannte F1-Hybriden. Diese Sorten werden durch Aussaat vermehrt. Ein Gramm Samen hat etwa 65.000 Korn (Begonien-Samen sind winzig). Die Aussaat erfolgt meistens von November bis Januar. Bei 23 °C dauert die Keimung etwa zwei Wochen. Es sind Lichtkeimer. Pikiert wird nach vier bis sieben Wochen. Das Topfen erfolgt etwa drei Monate nach der Aussaat.
Das Topfen erfolgt bei Kopfstecklingen etwa sechs Wochen und bei Blattstecklingen etwa neun bis zwölf Wochen nach dem Stecken.
Als Topf dient meist ein 12er bis 13er (12 bis 13 Zentimeter oberer Durchmesser), oder für Kleinpflanzen ein 10er bis 11er Plastiktopf gewählt. Als Substrat sollte schwach gedüngte Erde verwendet werden.
Die Temperatur für die Kultur nach dem Einwurzeln sollte 18 bis 20 °C betragen. Durch ein Absenken der Temperatur unter 18 °C (aber nicht unter 14 °C) werden auch im Langtag Knospen angelegt und weiterentwickelt.
Um im Winter Fäulnis vorzubeugen, sollten (und möglichst auch sonst) die Blätter nicht mit Wasser benetzt werden. Gedüngt wird wie üblich alle zwei Wochen mit dem Gießwasser.
Begonien sind fakultative Kurztagpflanzen. Im Langtag über 14 Stunden wird das vegetative Wachstum gefördert, im Kurztag unter 13 h die Blütenbildung. Während des natürlichen Kurztages ist eine photoperiodische Zusatzbelichtung notwendig, um für ein ausreichendes vegetatives Wachstum zu sorgen. Belichtet wird mit mindestens 100 bis 200 Lux in Pflanzenhöhe.
Bei starker Sonneneinstrahlung ist eine Schattierung erforderlich.
Da die Begonientriebe bei den üblichen Kulturbedingungen nicht von selbst aufrecht stehen bleiben, ist ein so genanntes Stäben mit zwei bis drei Tonkinstäben (Bambus) pro Pflanze erforderlich.
Oft erfolgt eine Behandlung mit Wuchs-Hemmstoffen (Stauchen), beispielsweise mit Basacel.
Bei Blattstecklingen ist ein Stutzen nicht notwendig, bei Kopfstecklingen nicht immer, dadurch wird die Kulturzeit um einen Monat verlängert.
Im Endstand stehen zwischen 16 und 25 Pflanzen pro m².
Die gesamte Kulturdauer beträgt bei Kopfstecklingen drei bis fünf Monate, bei Blattstecklingen fünf bis sechs Monate vom Stecken bis zum Verkauf. Kleinpflanzen brauchen nur zwei bis drei Monate vom Stecken bis zum Verkauf.

## Pflege als Zimmerpflanze
Man stellt die blühenden Begonien an einen hellen, aber nicht allzu sonnigen Platz am Fenster. Sie bevorzugen Temperaturen zwischen 16 und 22 °C; dann sind Elatiorbegonien äußerst dankbare Zimmerpflanzen und blühen oft monatelang.
Samenvermehrte F1-Hybriden  sind auch für die Verwendung im Freien als Beet- und Balkonpflanze in nicht allzu sonniger Lage geeignet.

## Sorten (Auswahl)
- 'Alma'
- 'Annebell'
- 'Annebell Dark'
- 'Annika Dark'
- 'Azotus'
- 'Bacchus'
- 'Baladin'
- 'Barkos'
- 'Bastos'
- 'Bazan'
- 'Bellona'
- 'Berseba'
- 'Britt Dark'
- 'Camilla'
- 'Carneval'
- 'Catrin'
- 'Ceveca'
- 'Clara Frisee'
- 'Clara'
- 'Cleo'
- 'Daisy Frisee'
- 'Julie'
- 'Louise'
- 'Monique'
- 'Netja Dark Frisee'
- 'Netja Dark'
- 'Peggy'
- 'Piccora'
- 'Pinto'
- 'Renaissance'
- 'Rondo'
- 'Rosade'
- 'Sissel'

## Sortengruppen
Bei den Sortengruppen gibt es jeweils diverse Farben:
- 'Aphrodite'
- 'Radiant'
- 'Schwabenland'
- 'Tacora'